# كهف دو اشكفت
كهف دو اشکفت هو كهف يقعُ في شمال مدينة كرمانشاه، على مُنحدرات جبل ميوليه ويُطل على حديقة كوهستان، وقد عُثرَ على أقدم بقايا بشرية في كرمانشاه. وفقًا للدراسات الأثرية، كان يسكن الكهف من قبل البشر (ربما نياندرتال) خلال العصر الحجري الأوسط (بين 120،000 و40،000 سنة). يبلغ ارتفاع هذا الكهف حوالي 1600 متر فوق مستوى سطح البحر.
يُعتبر كهف دو اشکفت واحد من أقدم المستوطنات البشرية في منطقة كرمانشاه بالقرب من طاق بستان. يقع هذا الموقع القديم، بما في ذلك كهفان متجاوران، على المنحدرات الجنوبية لجبل ميوليه، على ارتفاع حوالي ثلاثمائة متر من السهل ويطل على المنتزه الجبلي. تعرَّف عليه علماء الآثار فريدون بيغلري وسامان حيدريودرسوه لأول مرة في عام 1999 في كرمانشاه. وفقا للنتائج الأثرية، كان يسكن فيه البشر خلال العصر الحجري القديم. وفقًا للدراسات الأثرية، كان أحد الكهفين (الكهوف الشرقية) مأهولًا خلال العصر الحجري الأوسط، الموطن المؤقت أو الموسمي لمجموعات الصياد.